# Raynaud (azienda)
Raynaud è un'azienda francese produttrice di porcellana fondata nel 1919 a Limoges.
Raynaud è membro dell'Associazione per l'Indicazione geografica Porcellana di Limoges.

## Storia
Raynaud viene fondata nel 1919 a Limoges, con l'acquisto della manifattura di Montjovis da parte di Martial Raynaud.
Nel 1952 Andrè Raynaud succede al padre. Il marchio fornisce porcellana per luoghi di prestigio come la Casa Bianca statunitense e realizza collezioni decorate con opere di Salvador Dalí, Jean Cocteau e Raymond Loewy.
Nel 1992 la direzione societaria viene presa da Bertrand Raynaud e vede la partecipazione dell'azienda di argenteria Ercuis.
Nel 2015 il gruppo italiano Sambonet Paderno Industrie acquisisce Ercuis e con essa il 55,25% di Raynaud, mentre la quota restante rimane a capo della famiglia Raynaud.